# Artemia
Artemia je rod vodních korýšů z monotypické čeledi žábronožkovití (Artemiidae). Český název je žábronožka. Vyskytují se výhradně ve vnitrozemských slaných jezerech, ne však v mořích.

## Druhy
- Artemia franciscana Kellogg, 1906
- Artemia gracilis Verrill, 1869 – žábronožka štíhlá
- Artemia monica Verrill, 1869
- Artemia parthenogenetica Bowen & Sterling, 1978
- Artemia persimilis Piccinelli, Prosdocimi, 1968
- Artemia salina (Linnaeus, 1758) – žábronožka solná
- Artemia sinica C. Yaneng, 1989
- Artemia tibetiana T. J. Zhang, B. Sorgeloos, 1998
- Artemia tunisiana Bowen & Sterling, 1978
- Artemia urmiana Gunther, 1900

### Nomina dubia
- Artemia australis Sayce, 1903[1]

### Nomina nuda
- Artemia proxima King, 1855
- Artemia westraliensis Sayce, 1903[1]